# Saulius Mikalajūnas
Saulius Mikalajūnas (født 6. september 1972 i Klaipėda, Sovjetunionen) er en litauisk tidligere fodboldspiller (midtbane).
Mikalajūnas tilbragte størstedelen af sin karriere i hjemlandet, hvor han blandt andet var tilknyttet Atlantas, Sirijus og Kareda Šiauliai. Han repræsenterede også flere klubber i Rusland, blandt andet Rubin Kazan.
For Litauens landshold spillede Mikalajūnas 42 kampe og scorede ét mål i perioden 1994-2003.